# Lijst van presidenten van Tsjaad
Dit is een lijst met voor zover bekend de presidenten van het land Tsjaad.

## Presidenten van Tsjaad (1960-heden)
| President | President                                       | Ambtstermijn                     | Partij         | Partij | Verkiezing |
| --------- | ----------------------------------------------- | -------------------------------- | -------------- | ------ | ---------- |
|           | François Tombalbaye (1918-1975)                 | 11 augustus 1960 - 13 april 1975 | PPT-MNRCS      |        | 1962       |
| Vermoord  | François Tombalbaye (1918-1975)                 | 1969                             | PPT-MNRCS      |        |            |
|           | Noël Milarew Odingar (1932-2007)                | 13 april 1975 - 15 april 1975    | Militair       |        |            |
|           | Félix Malloum (1932-2009)                       | 15 april 1975 - 23 maart 1979    | Militair       |        |            |
|           | Goukouni Oueddei (1944)                         | 23 maart 1979 - 29 april 1979    | FROLINAT - FAP |        |            |
|           | Lol Mohammed Chawa (1939-2019)                  | 29 april 1979 - 3 september 1979 | MPLT           |        |            |
|           | Goukouni Oueddei (1944)                         | 3 september 1979 - 7 juni 1982   | FROLINAT - FAP |        |            |
|           | Hissène Habré (1942-2021)                       | 7 juni 1982 - 1 december 1990    | FAN / UNIR     |        | 1989       |
|           | Lt.-generaal Idriss Déby (1952-2021)            | 2 december 1990 - 20 april 2021  | MPS            |        | 1996       |
| 2001      | Lt.-generaal Idriss Déby (1952-2021)            | 2 december 1990 - 20 april 2021  | MPS            |        |            |
| 2006      | Lt.-generaal Idriss Déby (1952-2021)            | 2 december 1990 - 20 april 2021  | MPS            |        |            |
| 2011      | Lt.-generaal Idriss Déby (1952-2021)            | 2 december 1990 - 20 april 2021  | MPS            |        |            |
| 2016      | Lt.-generaal Idriss Déby (1952-2021)            | 2 december 1990 - 20 april 2021  | MPS            |        |            |
| Vermoord  | Lt.-generaal Idriss Déby (1952-2021)            | 2021                             | MPS            |        |            |
|           | Generaal-majoor Mahamat Idriss Déby Itno (1984) | 20 april 2021 - heden            | Militair / MPS |        | 2024       |